# Port lotniczy Komatsu
Port lotniczy Komatsu (jap. 小松飛行場 Komatsu Hikōjō) – port lotniczy położony w Komatsu, w prefekturze Ishikawa, w Japonii. W 2004 obsłużył 2,4 mln pasażerów.

## Linie lotnicze i połączenia

### Krajowe
- All Nippon Airways (Fukuoka, Sapporo-Chitose, Sendai, Tokio-Haneda, Tokio-Narita)
- Japan Airlines (Tokio-Haneda)
  - Japan Transocean Air (Okinawa)

### Międzynarodowe
- China Eastern Airlines (Szanghaj-Pudong)
- EVA Air (Tajpej-Taiwan Taoyuan)
- Korean Air (Seul-Incheon)